# Oskar Laske

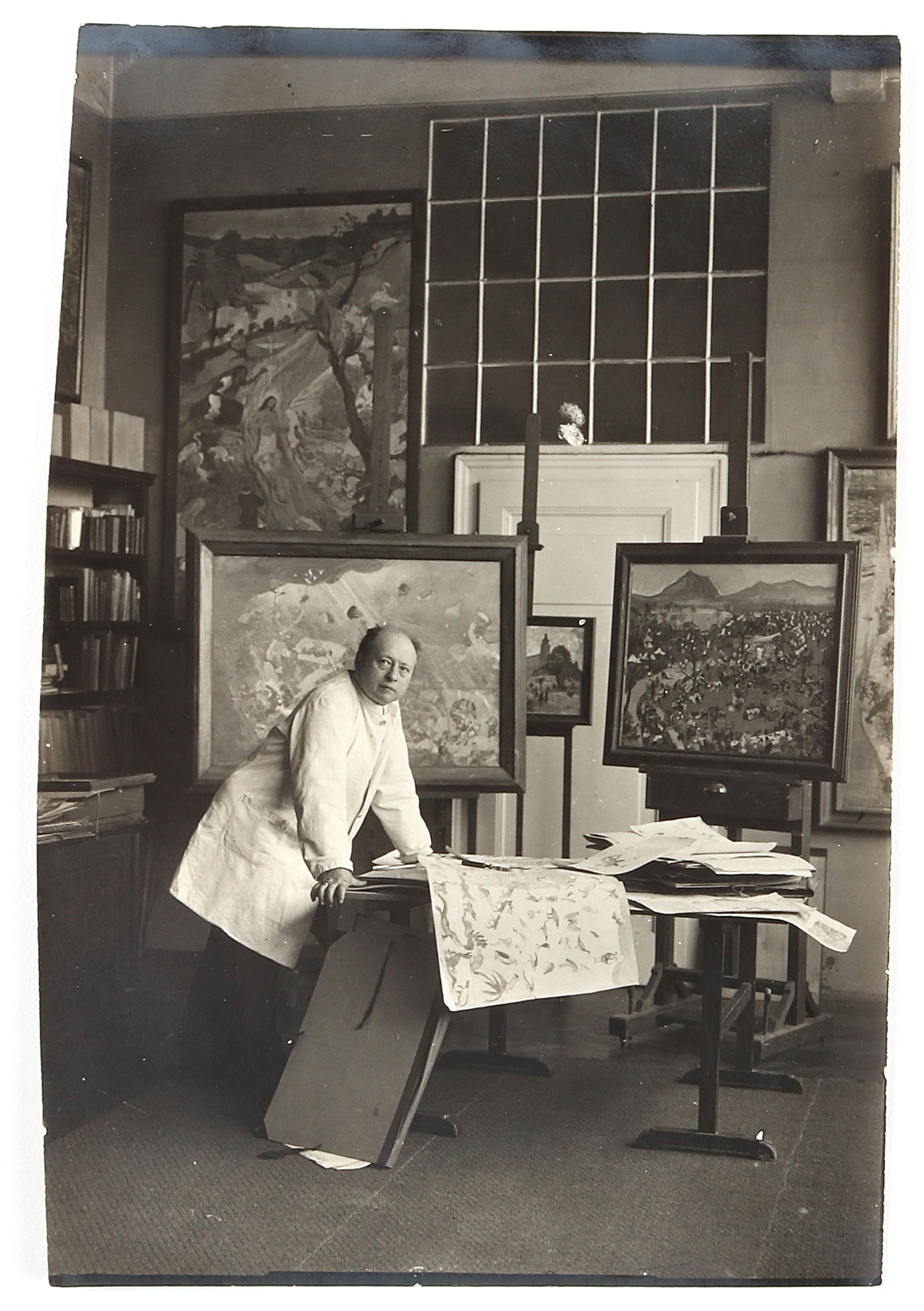
Oskar Laske in seinem Atelier, um 1920

Oskar Laske – Annaberg

Oskar Laske (* 8. Januar 1874 in Czernowitz, Österreich-Ungarn; † 30. November 1951 in Wien) war ein österreichischer Architekt und Maler.

## Leben

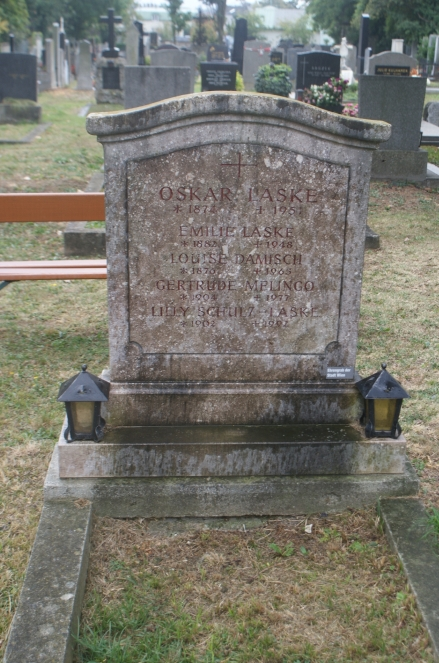
Grabstätte von Oskar Laske

Als Sohn des gleichnamigen Architekten Oskar Laske senior (1842–1911; entwarf u. a. 1896 die 1. Wiener Mörtelfabrik, Handelskai 130, Wien 2) erhielt Laske während seiner Jugend lediglich Unterricht beim Landschaftsmaler Anton Hlavacek. Er maturierte 1892 an der Schottenfelder Realschule. Nach seinem Architekturstudium an der Wiener Akademie bei Otto Wagner war er als selbstständiger Architekt und ab 1904 hauptsächlich als Maler tätig.
Häufig gewählte Motive waren Aquarelle von auf seinen Reisen Erlebtem in Europa und Nordafrika. Dabei handelte es sich vornehmlich um Landschaften, Stadtplätze und Genreszenen. Als charakteristisch werden sein heiterer Erzählstil sowie seine farbintensive Malerei gewertet. Laske war ebenfalls als Grafiker und Buchillustrator tätig. Ab 1907 war er Mitglied des Hagenbundes, ab 1924 der Wiener Secession und ab 1928 des Künstlerhauses Wien und beteiligte sich an deren Ausstellungen.
Während des Ersten Weltkriegs war er Offizier in Galizien und ab 1915 an der Isonzofront. Dann wurde er als Kriegsmaler in die Kunstgruppe des k.u.k. Kriegspressequartiers aufgenommen. Seine Erlebnisse spiegeln sich dabei in zahlreichen Kriegsbildern wider, von denen sich einige im Heeresgeschichtlichen Museum in Wien befinden.
Oskar Laske starb 1951 77-jährig in Wien und liegt auf dem Lainzer Friedhof (Gruppe 3, Nummer 170) in Hietzing begraben.
An seinem Wohnhaus in der Nisselgasse 1 in Wien-Penzing befindet sich eine Gedenktafel. 1955 wurde die Laskegasse in Wien-Meidling nach dem Künstler benannt, ebenso 2005 in Neulengbach eine Gasse im Ortsteil Laa (früher Laa 1 – 4).

## Ehrungen
- 1932 Goldene Staatsmedaille
- 1937 Reichel-Preis
- 1948 Preis der Stadt Wien für Malerei und Grafik

## Werke (Auszug)

### Gemälde
- Orpheus unter den Tieren (Wien, Österreichische Galerie Belvedere, Inv. Nr. 4566), um 1938, Öl auf Leinwand, 72 × 56 cm.
- Der Hexenreigen
- Waldlandschaft mit Gehöft und Pferdekarren
- Skifahren in Annaberg, ausgestellt 1914 auf der Großen Berliner Kunstausstellung
- Balkan und Orient im Bilde
- Barrikadenkampf in Belgrad am 9. Oktober 1915 (Wien, Heeresgeschichtliches Museum), Öl auf Leinwand.
- Durchbruch der k.u.k. 12. Infanterie-Truppendivision bei Luzna in der Schlacht bei Gorlice am 2. Mai 1915 (Wien, Heeresgeschichtliches Museum), Öl auf Leinwand.

### Architektur
| Foto  |                 | Baujahr   | Name                                                                                   | Standort                                                                    | Beschreibung | Metadaten                                                                           |
| ----- | --------------- | --------- | -------------------------------------------------------------------------------------- | --------------------------------------------------------------------------- | --- | ----------------------------------------------------------------------------------- |
| ja    | Datei hochladen | 1902      | Kriegerdenkmal in Czernowitz                                                           | Holovna Str. und Heroiw Majdanu Str. Kreuzung, Czernowitz, Ukraine Standort | Anmerkung: Teile des Sockels des Denkmals für die gefallenen Soldaten von Erzherzog Eugen 41 Infanterieregiment von Österreich-Ungarn in Czernowitz. Im 1949 von den Kommunisten zerstört | P84(Architekt): P131(Ort):                                                          |
| ja    | Datei hochladen | 1899–1900 | Villa Uzel                                                                             | Wien 13, Kopfgasse 8 Standort                                               | | P84(Architekt):Oskar Laske P131(Ort):Wien Region-ISO:AT-9                           |
|       | Datei hochladen | 1900      | Wohnhaus                                                                               | Wien 10, Oberlaaer Straße 233                                               | zerstört Anmerkung: abgerissen | P84(Architekt): P131(Ort):                                                          |
|       | Datei hochladen | 1900–1901 | Miethaus Wien 3                                                                        | Linke Bahngasse 5 und 7 Standort                                            | verändert Anmerkung: mit Baufirma Laske & Fiala, Fassadendekoration abgeschlagen | P84(Architekt): P131(Ort):                                                          |
| ja    | Datei hochladen | 1901–1902 | Wohn- u. Geschäftshaus „Zum weißem Engel“ HERIS-ID: 33245 Objekt-ID: 30608             | Wien 1, Bognergasse 9 / Naglergasse 10 Standort                             | Anmerkung: mit Baufirma Laske & Fiala | P84(Architekt): P131(Ort):Innere Stadt Region-ISO:AT-9                              |
| ja    | Datei hochladen | 1902      | Florahof HERIS-ID: 10442 Objekt-ID: 6501                                               | Wien 5, Wiedner Hauptstraße 88 Standort                                     | | P84(Architekt):Wunibald Deininger, Oskar Laske P131(Ort):Margareten Region-ISO:AT-9 |
| ja    | Datei hochladen | 1902      | Wohnhaus                                                                               | Wien 7, Lerchenfelderstraße 139 Standort                                    | Anmerkung: mit Baufirma Laske & Fiala | P84(Architekt): P131(Ort):                                                          |
| BW    | Datei hochladen | 1904      | Wohnhaus                                                                               | Wien 7, Neustiftgasse 67–69 Standort                                        | Anmerkung: mit Baufirma Laske & Fiala | P84(Architekt):Viktor Fiala, Oskar Laske P131(Ort):Wien Region-ISO:AT-9             |
| ja    | Datei hochladen | 1904      | Wohnhaus                                                                               | Wien 12, Arndtstraße 77 Standort                                            | Anmerkung: mit Baufirma Laske & Fiala | P84(Architekt):Viktor Fiala, Oskar Laske P131(Ort):Wien Region-ISO:AT-9             |
| ja    | Datei hochladen | 1904      | Konsumanstalt der Berndorfer Metallwarenfabrik HERIS-ID: 241849 Objekt-ID: 53352       | NÖ Standort                                                                 | | P84(Architekt):Oskar Laske, Viktor Fiala P131(Ort):Berndorf Region-ISO:AT-3         |
| ja BW | Datei hochladen | 1904      | Jörgerbad HERIS-ID: 45303 Objekt-ID: 46565                                             | Wien 17, Jörgerstraße 42–44, Wandmalereien Standort                         | Anmerkung: Tiere in der Arche Noah. Auf älteren Fotos neben der Uhr im Eingangsbereich.                                                                                                   | P84(Architekt): P131(Ort):Wien Region-ISO:AT-9                                      |
| ja    | Datei hochladen | 1905      | Wohnhaus                                                                               | Wien 14, Teybergasse 8 Standort                                             | | P84(Architekt):Viktor Fiala, Oskar Laske P131(Ort):Wien Region-ISO:AT-9             |
|       | Datei hochladen | 1907      | Wohnhaus                                                                               | Wien 2, Rustenschacherallee 30                                              | zerstört Anmerkung: früher: Prater Gürtelstraße, abgerissen | P84(Architekt): P131(Ort):                                                          |
| ja    | Datei hochladen | 1908      | Fleisch- und Wurstfabrik der Konsumanstalt Berndorf HERIS-ID: 241849 Objekt-ID: 53352  | Berndorf Standort                                                           | | P84(Architekt):Oskar Laske, Viktor Fiala P131(Ort):Berndorf Region-ISO:AT-3         |
| ja    | Datei hochladen | 1908      | Weiß- und Schwarzbäckerei der Konsumanstalt Berndorf HERIS-ID: 241849 Objekt-ID: 53352 | Berndorf Standort                                                           | | P84(Architekt):Oskar Laske, Viktor Fiala P131(Ort):Berndorf Region-ISO:AT-3         |
|       | Datei hochladen | 1908      | Werkshalle der Vereinigten Electricitäts-Actiengesellschaft                            | Wien 10, Gudrunstraße 187                                                   | zerstört | P84(Architekt): P131(Ort):                                                          |
| ja BW | Datei hochladen | 1915–1916 | Wirtschaftsuniversität HERIS-ID: 48939 Objekt-ID: 52513                                | Wien 19, Franz-Klein-Gasse 1 Standort                                       | Ansichten der Häfen von Konstantinopel, New York, Hamburg und Triest in den seitlichen Wandfeldern des Foyers                                                                             | P84(Architekt): P131(Ort):Döbling Region-ISO:AT-9                                   |